# Tarka kérészek
A tarka kérészek (Ephemeridae) egy rovarcsalád, a rovarok (Insectia) osztályán és a kérészek (Ephemeroptera) rendjén belül. A család fajai Ausztrália kivételével világszerte elterjedtek; folyókban, patakokban vagy tavakban élnek. Nagyjából 150 ismert fajuk létezik.
A nőstények a vízbe rakják petéiket. A kikelő lárvák hosszú rágóik, agancs formájú nyúlványaik és ásásra módosult elülső lábaikkal az iszapba fúrják magukat, és annak szerves anyagaival táplálkoznak.

## Megjelenésük
Méretük a kérészek között meglehetősen nagy, 1–3,4 cm is lehet. Szárnyuk átlátszó vagy barnás színű, egyes fajoké sötét foltokkal tarkított.

Potrohuk végén két vagy három nyúlványt viselnek. Ezen fajok is mintául szolgálhatnak a horgászok „műlégy” csalijainak.

## Rendszerezésük
Mintegy 150 fajuk 4 alcsaládba és 9 ma is élő nembe sorolható:
- Ephemerinae (Latreille, 1810)
  - Afromera (Demoulin, 1955)
  - Eatonica (Navás, 1913)
  - Ephemera (C. Linnaeus, 1758)
  - Hexagenia (Walsh, 1863)
  - Litobrancha (McCafferty, 1971)
  - †Denina (McCafferty, 1987)
  - †Parabaetis (Haupt, 1956)
- Hexageniinae
  - Eatonigenia (Ulmer, 1939)
- Icthybotinae (Demoulin, 1957)
  - Ichthybotus (Eaton, 1899)
- Palingeniinae
  - Anagenesia
  - Palingenia